# Caneva
Caneva é uma comuna italiana da região do Friul-Veneza Júlia, província de Pordenone, com cerca de 6.318 habitantes. Estende-se por uma área de 41 km², tendo uma densidade populacional de 154 hab/km². Faz fronteira com Cordignano (TV), Fontanafredda, Fregona (TV), Polcenigo, Sacile, Sarmede (TV), Tambre (BL).

## Demografia
| Variação demográfica do município entre 1861 e 2011                               |
|                                                                                   |
| Fonte: Istituto Nazionale di Statistica (ISTAT) - Elaboração gráfica da Wikipedia |